# ريتشارد بالمر
ريتشارد بالمر (13 سبتمبر 1848 - 2 مارس 1939) (بالإنجليزية: Richard Palmer)‏ هو لاعب كريكت بريطاني.

## وصلات خارجية
- ريتشارد بالمر على موقع إي آس بي آن كريك إنفو (الإنجليزية)